# Cassinopsis
Cassinopsis es un género  de plantas perteneciente a la familia Icacinaceae. Comprende 8 especies descritas y de estas, solo 6 aceptadas.

## Taxonomía
El género fue descrito por Otto Wilhelm Sonder y publicado en Flora Capensis 1: 473. 1860.

## Especies aceptadas
A continuación se brinda un listado de las especies del género Cassinopsis aceptadas hasta septiembre de 2014, ordenadas alfabéticamente. Para cada una se indica el nombre binomial seguido del autor. abreviado según las convenciones y usos. 
- Cassinopsis chapelieri (Baill.) H.Perrier
- Cassinopsis ciliata Baker
- Cassinopsis ilicifolia (Hochst.) Sleumer
- Cassinopsis madagascariensis Baill.
- Cassinopsis tinifolia Harv.
- Cassinopsis tomentosa H.Perrier